# White Horse
«White Horse» — другий сингл другого студійного альбому американської кантрі-поп-співачки Тейлор Свіфт — Fearless. В США сингл вийшов 7 грудня 2008 року. Пісня написана Тейлор Свіфт та Ліз Роуз; спродюсована Нейтаном Чапманом та Свіфт. Музичне відео зрежисоване Треєм Фанджоєм; відеокліп вийшов 7 лютого 2009 року.

## Створення пісні
Свіфт написала пісню майже за рік до офіційного випуску альбому «Fearless». Вона взялася за створення «White Horse» через тиждень після закінчення роботи над «Love Story». Свіфт самостійно створила перший куплет, після чого зв'язалася із Ліз Роуз — співавтором багатьох пісень для дебютного альбому Тейлор Taylor Swift, — просячи допомоги у закінченні пісні. Вони вдвох закінчили написання «White Horse» приблизно за 45 хвилин.

## Музичне відео
Музичне відео було зрежисоване Треєм Фанджоєм, який неодноразово працював зі Свіфт над її попередніми відеокліпами. Зйомки пройшли за один день в січні 2009 в місті Нашвілл штату Теннессі. Чоловічу роль у музичному відео грає актор Стівен Коллетті. Прем'єра музичного відео відбулась 7 лютого 2009 року на каналі CMT.
Станом на березень 2024 року музичне відео мало 159 мільйонів переглядів на відеохостингу YouTube.

## Список пісень
- CD-сингл

1. «White Horse» (альбомна версія) — 3:55
2. «White Horse» (радіо-версія) — 3:22

## Чарти
Тижневі чарти
| Чарт (2008-09)                       | Місце |
| ------------------------------------ | ----- |
| Australian Singles Chart             | 41    |
| Canada (Canadian Hot 100)            | 43    |
| Canada Country (Billboard)           | 5     |
| UK Singles (Official Charts Company) | 60    |
| US Billboard Hot 100                 | 13    |
| US Hot Country Songs (Billboard)     | 2     |

Річні чарти
| Чарт (2009)                    | Місце |
| ------------------------------ | ----- |
| US Billboard Hot 100           | 76    |
| US Billboard Hot Country Songs | 27    |

## Продажі
| Країна           | Сертифікація (таблиця продажів та сертифікатів) | Продажі    |
| ---------------- | ----------------------------------------------- | ---------- |
| Австралія (ARIA) | Золото                                          | +35,000    |
| Канада (CRIA)    | Золото                                          | +40,000    |
| США (RIAA)       | 2× Платина                                      | +2,000,000 |